# Szanda vára
A Cserhát 529 méter magas vulkáni csúcsán fekszik Szandavár romja.
Szanda központjából jó órányi gyaloglás után érhető el, a községen átvezető 2124-es út felől; Bercel irányából (délkelet felől) egy gépjárművel is járható út, a 2138-as útból kiágazó 21 157-es út vezet a romterület közelében lévő kőbányákhoz, amely út végpontjától a várrom lényegesen rövidebb úton is elérhető.

## Rövid története
Nem tudni, hogy ki és mikor építtethette a kővár korai magját.
1331-ben írtak Széchy Péter királyi várnagyról, aki Szanda várából parancsolt a váruradalomhoz tartozó környékbeli népeknek, akik különböző földesúri szolgáltatásokkal tartoztak a magas kővárban élőknek. Luxemburgi Zsigmond király kedvelt híveinek, a Pásztói családnak adományozta, majd a Csetnekiek kezére jutott. Mivel ők részt vettek Nápolyi László trónkövetelő oldalán a lázadásban, a győztes Zsigmond elkobozta, és feleségének, Cillei Borbála úrnőnek adta át, aki a befolyt jövedelmekből tartotta fenn fényes udvartartását.
A 16. században, akkori birtokosa, a Báthory főnemesi család csak kismértékben erődítette meg a jelentéktelen várat, amit 1546-ban könnyedén elfoglaltak az Oszmán Birodalom csapatai.
Híres várkapitánya, Hubiár aga a bujáki vár alatti réten vívott párviadalt Kapitán Györggyel, a hollókői parancsnokkal, egy rab váltságdíján való vitájuk eldöntése végett. Tinódi Lantos Sebestyén tollából maradt fenn a párbaj leírása, melyből megtudhatjuk, hogy a szemben álló felek vitézül harcoltak, így végül mindketten a maguk igazát bizonygatva tértek haza saját várukba.
A szandai „pogányok” gyakori rablóportyáinak megbosszulására végül 1551-ben a balassagyarmati magyar vitézek – a legenda szerint egy rejtett üregen keresztül – behatoltak a hegyi erősségbe, annak őrségét az utolsó emberig levágva. A győztes keresztény katonaság elvonulása során felrobbantotta falait, hogy többé ne szolgálhasson a „pogány” búvóhelyéül. Azóta egyre romosabb, régészeti feltárása és megóvása még várat magára.

## Képgaléria

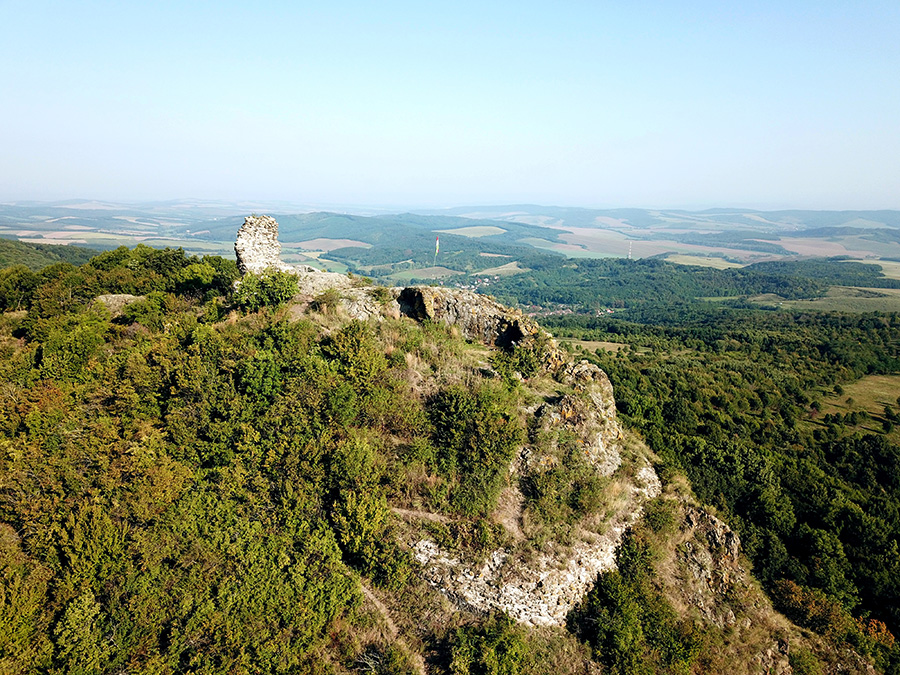
Légi fotón
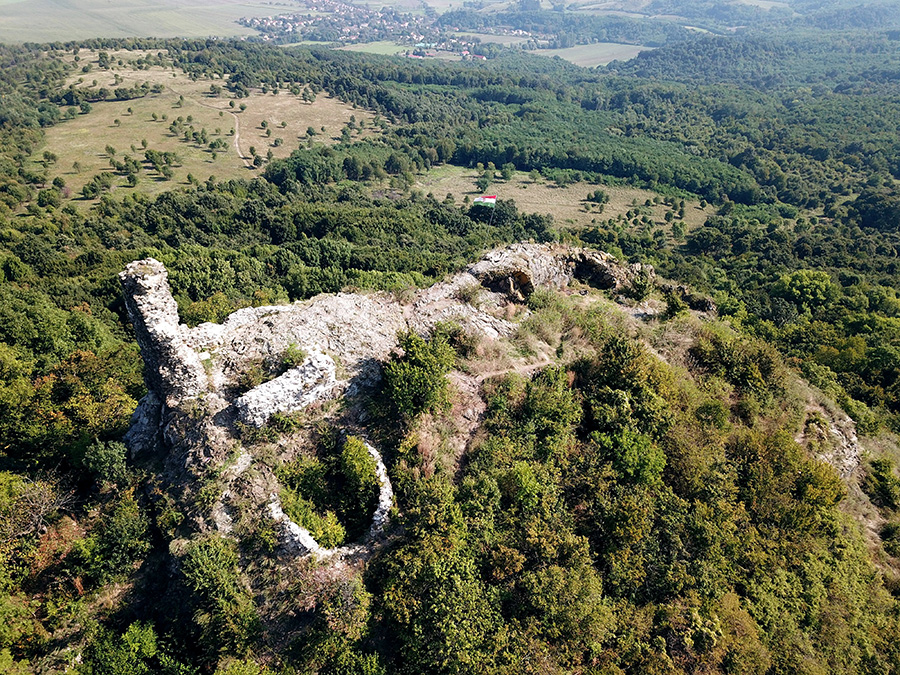
Légi felvételen
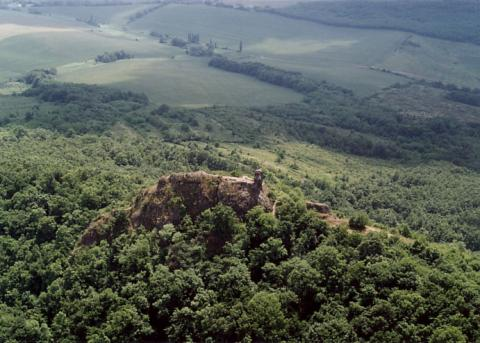
A vár légifotója északi nézőpontból
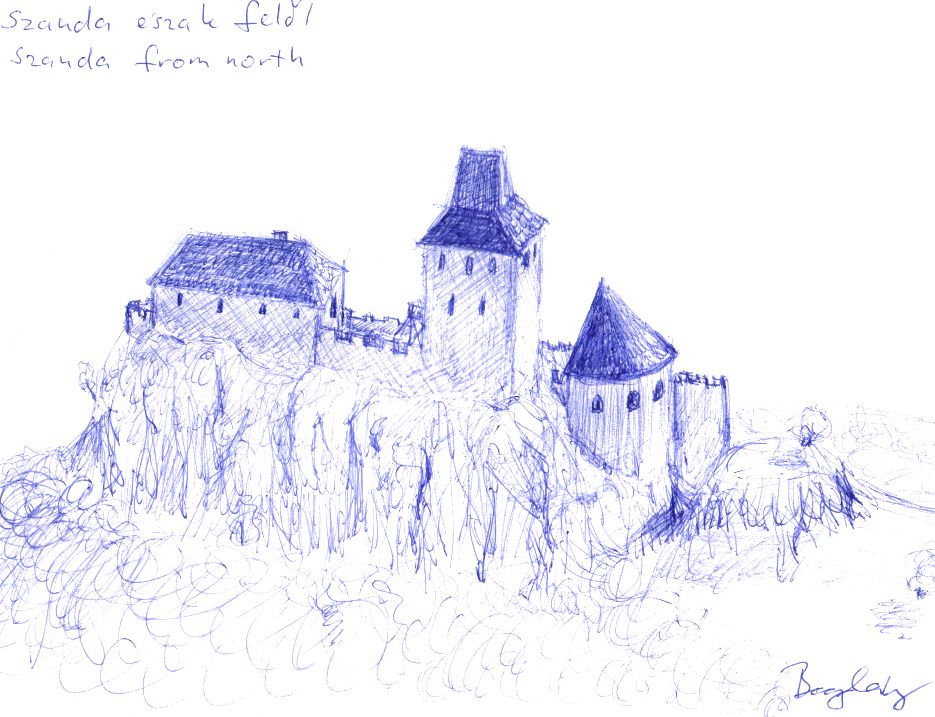
Rekonstrukciós elképzelés
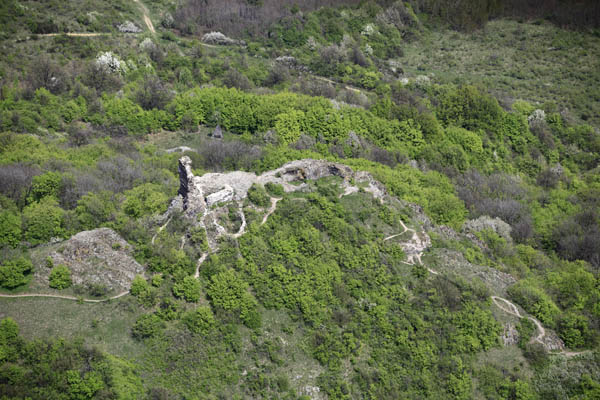
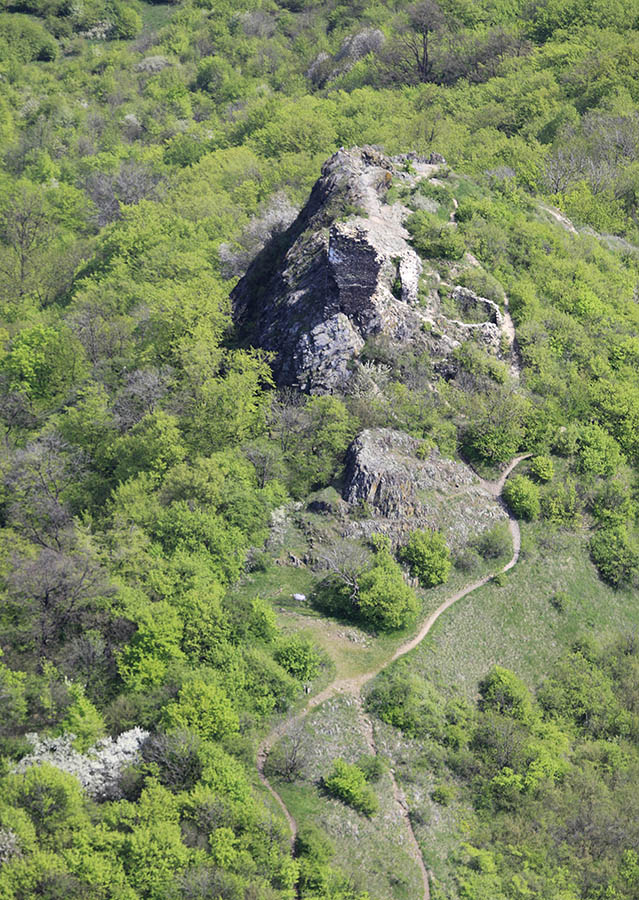
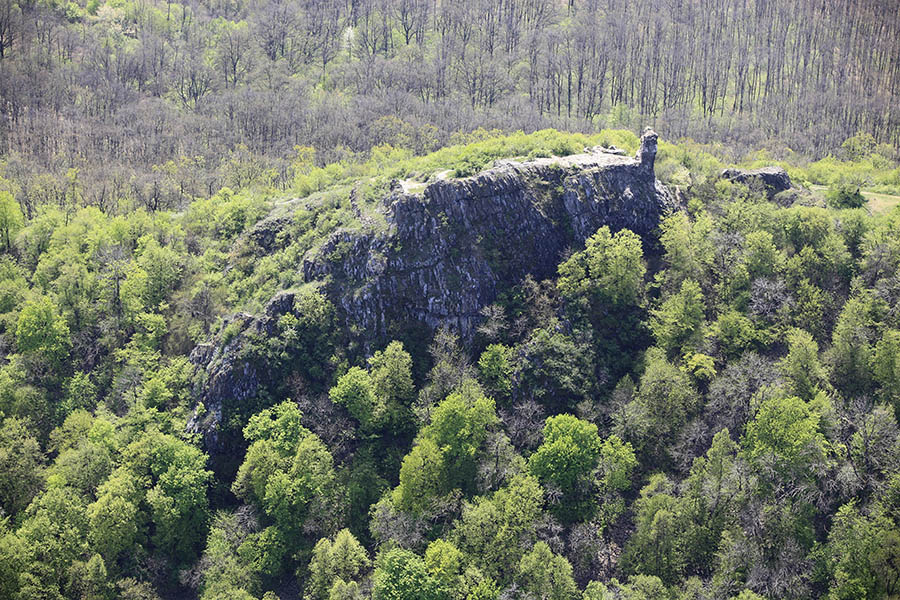
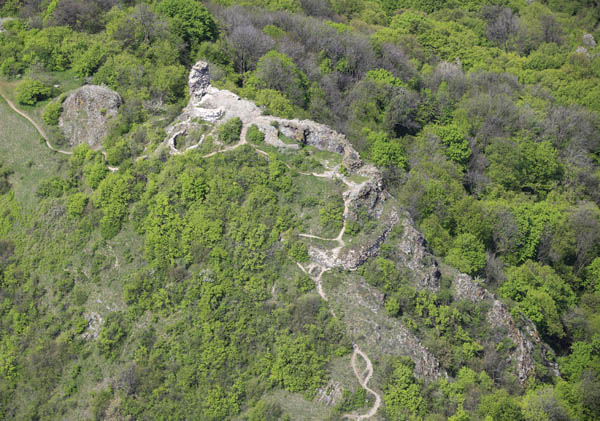
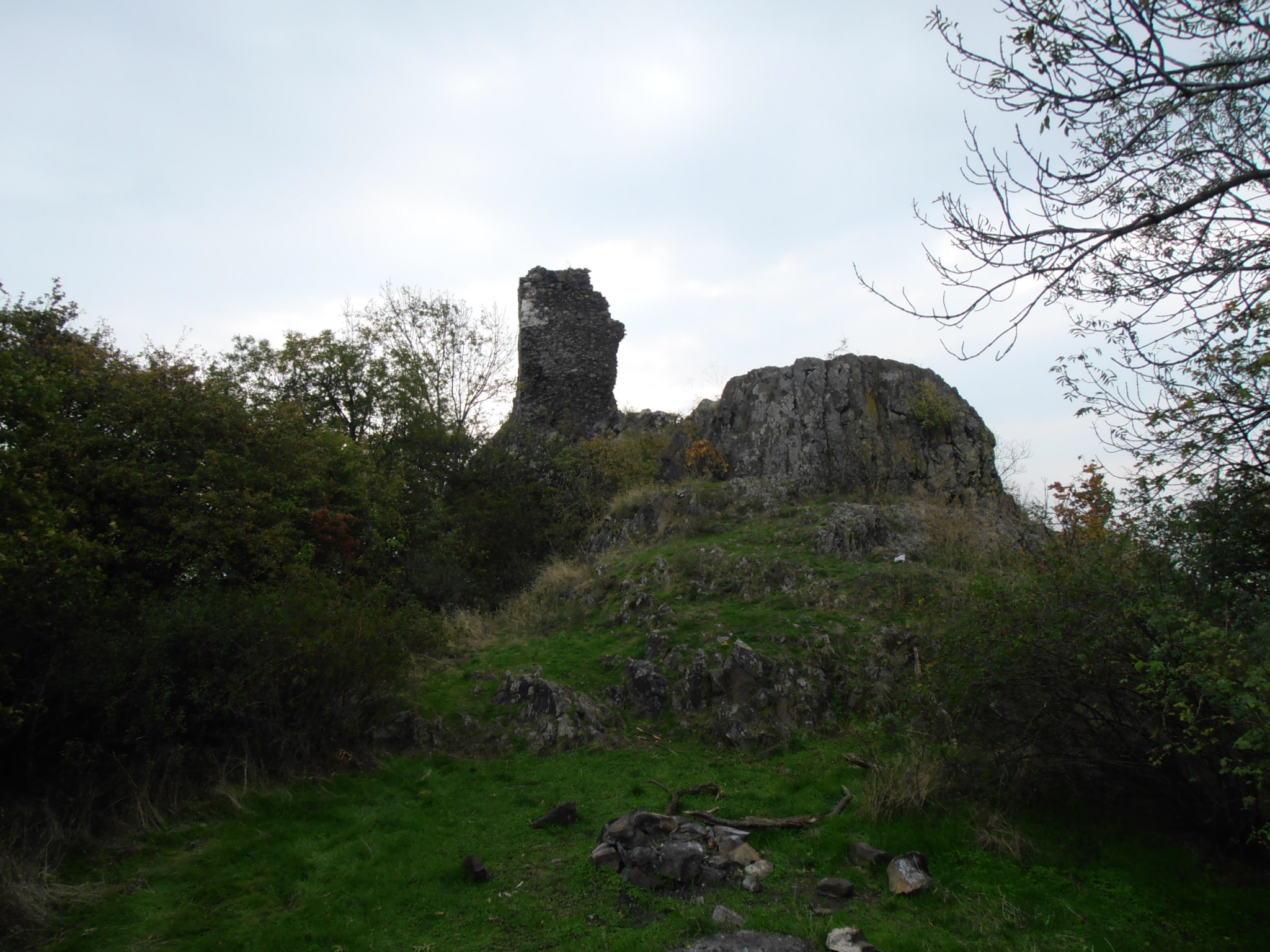

## Külső hivatkozások
- A Várhegy: Szanda Archiválva 2010. január 26-i dátummal a Wayback Machine-ben